# Pilar de Carlos V
El Pilar de Carlos V es una fuente localizada en el conjunto de la Alhambra de Granada, España, junto a un cubo de la muralla construida en 1545 para defender la puerta de la Justicia. Debe su nombre a haberse construido durante el reinado de Carlos I de España.
Fue diseñado por Pedro Machuca y realizado por Niccolo da Corte en 1545 por encargo probablemente de Íñigo López de Mendoza, conde de Tendilla y por entonces alcalde de la Alhambra. Muestra una cartela con la siguiente inscripción: 

IMPERATORI CAESARI KAROLO V HISPANIARUM REGI